# هويدا السودانية
هويدا السودانية ممثلة سودانية قامت بالتمثيل في العديد من المسلسلات والافلام شاركت في برنامج مقلب الكاميرة الخفية (الشة هاي) 

## اعمالها

### المسلسلات
- قانون عمر (2018)
- أبو عمر المصري (2018)
- لحساب يجمع  (2017)
- كلبش (2017)
- القيصر (2016)
- الصعلوك (2015)
- فندق رايق (2012)

### سيت كوم
- لهلالي سلالم (2012)

### الافلام
- دعدووش (2017)
- تحت الترابيزة (2016)